# جريدة الأردن
جريدة الأردن (1919-1920) جريدة أسبوعية دمشقية أسسها الصحفي أمين سعيد في عهد الأمير فيصل بن الحسين وكانت محسوبة على الشريف حسين بن علي ملك الحجاز. صدر عددها الأول في 12 أيلول 1919 بأربع صفحات من القطع المتوسط وحملت شعاراً فوق عنوانها: “الأردن رمز الوحدة السورية” في إشارة إلى نهر الأردن وليس إمارة شرق الأردن التي لم تكن بعد قد رأت النور بعد كدولة مستقلة. عدّت جريدة الأردن من الصحف المؤيدة للحكم الهاشمي ولكنها توقفت مع خلع الملك فيصل عن العرش وفرض الانتداب الفرنسي على سورية في تموز 1920.